# Pakistan aux Jeux paralympiques d'été de 2016
Le Pakistan participe aux Jeux paralympiques d'été de 2016 à Rio de Janeiro. Il est représenté par 1 athlète en athlétisme.

## Médaillés

### Médailles d’or
| Sport              | Discipline | Athlète(s) | Performance | Date |
| Médailles d’or : 0 |            |            |             |      |

### Médailles d'argent
| Sport                 | Discipline | Athlète(s) | Performance | Date |
| Médailles d'argent: 0 |            |            |             |      |

### Médailles de bronze
| Sport                   | Discipline           | Athlète(s) | Performance | Date         |
| Médailles de bronze : 1 |                      |            |             |              |
| Athlétisme              | Saut en longueur F37 | Haider Ali | 6,28 m      | 13 septembre |

## Athlétisme

### Hommes

#### Concours
| Athlète    | Catégorie | Épreuve          | Qualifications | Qualifications | Finale      | Finale                                 |
| Athlète    | Catégorie | Épreuve          | Performance    | Rang           | Performance | Rang                                   |
| ---------- | --------- | ---------------- | -------------- | -------------- | ----------- | -------------------------------------- |
| Haider Ali | F37       | Saut en Longueur | -              | -              | 6,28 m      | Médaille de bronze, Jeux paralympiques |